# Nicholas Paul
Cet article concerne le cycliste. Pour le joueur de hockey sur glace, voir Nicholas Paul (hockey sur glace).
Nicholas Lee Paul, né le 12 septembre 1998, est un coureur cycliste trinidadien, spécialisé dans les épreuves de vitesse sur piste. Depuis septembre 2019, il détient le record du monde du 200 mètres lancés (9,100 secondes).

## Biographie
En 2015, Nicholas Paul sur piste devient champion de Trinité-et-Tobago du kilomètre juniors (moins de 19 ans). L'année suivante, il remporte l'or de la vitesse et l'argent du keirin et de la vitesse par équipes aux championnats panaméricains juniors. Il passe ensuite quelques mois au Centre mondial du cyclisme de l'Union cycliste internationale à Aigle en Suisse. En 2017, il est Champion de Trinité-et-Tobago de vitesse et décroche avec Njisane Phillip et Kwesi Browne la médaille d'argent de la vitesse par équipes aux championnats panaméricains.
En 2018, il obtient trois médailles d'or aux Jeux d'Amérique centrale et des Caraïbes à Barranquilla, en Colombie : kilomètre, vitesse individuelle et par équipes. L'équipe nationale voit alors l'arrivée de l'ancien champion canadien Erin Hartwell comme entraineur. Aux Jeux du Commonwealth de 2018 en Australie, il termine sixième de la vitesse par équipes avec Keron Bramble, Phillip et Browne. Peu de temps après, les quatre coureurs de Trinité-et-Tobago deviennent champions panaméricains devant leur public local au National Cycling Center de Couva et établissent un nouveau record panaméricain en 42,681 secondes.
Aux Jeux panaméricains de 2019, il remporte l'or à deux reprises : en vitesse individuelle et par équipes (avec Njisane Phillip, Kwesi Browne et Keron Bramble). Lors de la qualification du tournoi de vitesse, il établit un nouveau record panaméricain en 9,808 secondes sur 200 mètres lancé. Quelques semaines plus tard, l'équipe trinidadienne bat son propre record de l'année précédente, en réalisant 41,938 secondes aux championnats panaméricains. Nicholas Paul établit un nouveau record du monde du 200 mètres lancé en réalisant 9.100 secondes, puis devient champion panaméricain en vitesse individuelle et par équipes.
En décembre 2019, l'équipe de Trinité-et-Tobago est privée de la médaille d'or et Njisane Phillip de la médaille d'argent des Jeux panaméricains de 2019 car Philipp a été contrôlé positif. Cette décision a mis fin aux chances de qualification pour la vitesse par équipes pour les Jeux olympiques de Tokyo. L'entraîneur national canadien Erin Hartwell a quitté l'association et s'est installé en Chine.
Nicholas Paul et son coéquipier Kwesi Browne se sont néanmoins qualifiés pour les Jeux olympiques de 2020 à Tokyo pour les compétitions individuelles. Ils ont préparé leur départ à Tokyo au Centre mondial du cyclisme à Aigle, en Suisse, avec l'entraîneur Craig MacLean. Aux Jeux, Paul termine finalement 6e de la vitesse individuelle et 12e du keirin. En octobre 2021, lors des mondiaux de Roubaix, il est vice-champion du monde du kilomètre et cinquième de la vitesse. Il rentre dans l'histoire de son pays en obtenant le meilleur résultat aux mondiaux sur piste, qui n'avait jusqu'alors remporté que le bronze à deux reprises (Roger Gibbon en 1967 et Gene Samuel en 1991).
En avril 2022, il se fracture la clavicule lors de la demi-finale du tournoi de vitesse à Glasgow, la première manche de la Coupe des nations. Pour sa reprise à la compétition en juillet, il participe à la manche de Coupe des nations de Cali, où il remporte le keirin et surtout le tournoi de vitesse où il bat pour la première fois le champion olympique, du monde et d'Europe en titre Harrie Lavreysen qui n'avait plus perdu depuis octobre 2019 et une défaite face à Jeffrey Hoogland,. Durant l'été, il décroche trois médailles aux Jeux du Commonwealth, dont l'or sur le keirin. Début octobre, il chute à l'entrainement et doit déclarer forfait pour la fin de saison, notamment les championnats du monde.

## Palmarès sur piste

### Jeux olympiques
- Tokyo 2020
  - 6e de la vitesse individuelle
  - 12e du keirin

### Championnats du monde
| Édition / Épreuve | Kilomètre | Keirin | Vitesse individuelle | Vitesse par équipes |
| Pruszków 2019     |           |        | 7e                   | 11e                 |
| Berlin 2020       |           |        | 10e,                 |                     |
| Roubaix 2021      | Argent    | 4e     | 5e                   |                     |
| Glasgow 2023      |           | 23e    | Argent               |                     |
| Ballerup 2024     |           | 16e    |                      |                     |

### Coupe des nations
- 2021
  - 1er du kilomètre à Cali
  - 1er du keirin à Cali
  - 1er de la vitesse individuelle à Cali
- 2022
  - 1er du keirin à Cali
  - 1er de la vitesse individuelle à Cali
- 2023
  - 1er de la vitesse individuelle à Milton
  - 3e du keirin à Milton
- 2024
  - 3e de la vitesse individuelle à Hong Kong
  - 3e de la vitesse individuelle à Milton

### Jeux du Commonwealth
| Édition / Épreuve | Kilomètre | Keirin | Vitesse individuelle |
| Birmingham 2022   | Bronze    | Or     | Argent               |

### Ligue des champions
- 2021
  - 2e de la vitesse à Panevėžys
- 2024
  - 2e de la vitesse à Apeldoorn (I)
  - 3e de la vitesse à Paris
  - 3e du keirin à Apeldoorn (I)

### Championnats panaméricains
- Couva 2017
  -  Médaillé d'argent de la vitesse par équipes (avec Kwesi Browne et Njisane Phillip)
- Aguascalientes 2018
  -  Médaillé d'or de la vitesse par équipes (avec Kwesi Browne, Njisane Phillip et Keron Bramble)
  -  Médaillé d'argent de la vitesse individuelle
  -  Médaillé de bronze du kilomètre
  - Cinquième du keirin[22]
- Cochabamba 2019
  -  Médaillé d'or de la vitesse individuelle
  -  Médaillé d'or de la vitesse par équipes (avec Keron Bramble et Njisane Phillip)
- Lima 2022
  -  Médaillé d'or du keirin
  -  Médaillé d'or de la vitesse individuelle
  -  Médaillé d'or de la vitesse par équipes (avec Kwesi Browne et Zion Pulido)
- San Juan 2023
  -  Médaillé d'or du keirin
  -  Médaillé d'or de la vitesse individuelle
- Los Angeles 2024
  -  Médaillé d'or du keirin
  -  Médaillé d'or de la vitesse individuelle
- Asuncion 2025
  -  Médaillé d'or de la vitesse individuelle
  -  Médaillé d'or du kilomètre
  -  Médaillé d'or de la vitesse par équipes (avec Ryan D'Abreau et Njisane Phillip)
  -  Médaillé d'argent du keirin

### Jeux panaméricains
- Lima 2019
  -  Médaillé d'or de la vitesse individuelle
  -  Médaillé d'or de la vitesse par équipes (avec Kwesi Browne, Keron Bramble et Njisane Phillip)[23]
- Santiago 2023
  -  Médaillé d'or de la vitesse individuelle
  -  Médaillé d'argent du keirin

### Jeux d'Amérique centrale et des Caraïbes
- Barranquilla 2018
  -  Médaillé d'or du kilomètre
  -  Médaillé d'or de la vitesse individuelle
  -  Médaillé d'or de la vitesse par équipes (avec Kwesi Browne et Njisane Phillip)
- San Salvador 2023
  -  Médaillé d'or de la vitesse individuelle
  -  Médaillé de bronze de la vitesse par équipes

### Championnats nationaux
- 2015
  -  Champion de Trinité-et-Tobago du kilomètre juniors
  - 2e du championnat de Trinité-et-Tobago de poursuite juniors
  - 3e du championnat de Trinité-et-Tobago de vitesse juniors
- 2017
  -  Champion de Trinité-et-Tobago de vitesse
- 2019
  -  Champion de Trinité-et-Tobago du keirin
- 2020
  -  Champion de Trinité-et-Tobago de vitesse

## Palmarès sur route
- 2014
  - 2e du championnat de Trinité-et-Tobago du contre-la-montre cadets
- 2015
  - 2e du championnat de Trinité-et-Tobago du contre-la-montre juniors
  - 3e du championnat de Trinité-et-Tobago sur route juniors
  - 3e du championnat de Trinité-et-Tobago du critérium juniors

## Distinctions
- Sportif junior de l'année à Trinité-et-Tobago : 2016[24]
- Sportif de l'année à Trinité-et-Tobago : 2019[25]